# Совет Большого Лондона
Совет Большого Лондона (англ. The Greater London Council, GLC) — орган муниципального управления Большого Лондона, существовавший с 1965 по 1986 год.

## История
Предшественником Совета Большого Лондона был Совет Лондонского графства, созданный в 1889 году на основе Закона о местном управлении (англ. Local Government Act).
Первоначально в его юрисдикции находилась территория в 303 кв. км., в 1899 году расширенная — включением 28 муниципальных районов. В середине 1960-х годов, когда стало ясно, что территория Лондона находится в ведении 90 местных органов управления и такая система неэффективна, было решено создать Совет Большого Лондона. Этот орган, охвативший уже 1595 кв. км., передал административные функции 32 новым муниципальным районным советам. В результате реорганизации было ликвидировано графство Мидлсекс и значительно изменены границы прилегавших к британской столице графств.
После того как стало ясно, что Совет Большого Лондона под руководством Кена Ливингстона находится в прямом конфликте с центральным правительством Маргарет Тэтчер, начались попытки правительства консерваторов ликвидировать орган. Это было наконец сделано 31 марта 1986 года после принятия (незначительным большинством) «Закона о местном самоуправлении».